# Adesmus clathratus
Adesmus clathratus là một loài bọ cánh cứng trong họ Cerambycidae.